# (8972) Sylvatica
(8972) Sylvatica  es un asteroide perteneciente al cinturón de asteroides, descubierto el 29 de septiembre de 1973 por Cornelis Johannes van Houten e Ingrid van Houten-Groeneveld sobre placas de Tom Gehrels desde el Observatorio de Palomar, en Estados Unidos.

## Designación y nombre
Sylvatica se designó inicialmente como 2319 T-2.
Más adelante fue nombrado llamado así por Turnix sylvatica, un turnícido andaluz.

## Características orbitales
Sylvatica orbita a una distancia media del Sol de 2,174 ua, pudiendo acercarse hasta 1,885 ua y alejarse hasta 2,462 ua. Tiene una excentricidad de 0,133 y una inclinación orbital de 2,270° grados. Emplea en completar una órbita alrededor del Sol 1170,44 días.

## Características físicas
Su magnitud absoluta es 15,19. Tiene 2,848 km de diámetro y su albedo se estima en 0,199.